# Газоубежище

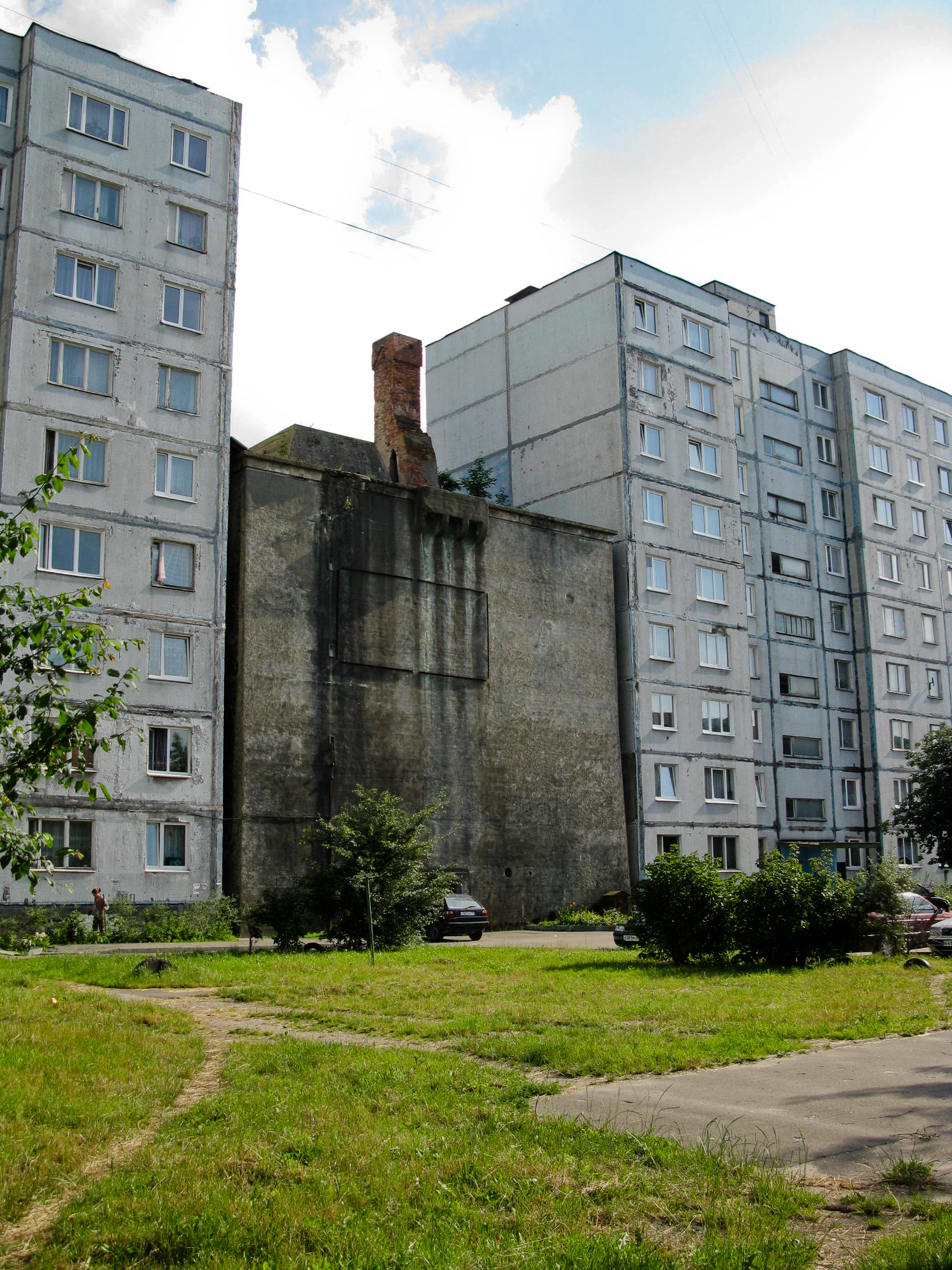
Дымо-газоубежище в Калининграде

Газоубежище — защитное сооружение, предназначавшееся для защиты гражданского населения, личного состава вооружённых сил и животных от газовой атаки с применением отравляющих веществ в военное время. Создавались в период от второй половины 1910 по 1930-е годы под впечатлением от газовых атак Первой мировой войны.
Существовали газоубежища разнообразных форм и конструкций: наземные, подземные, котлованные, войсковые в виде герметизированных деревоземляных сооружений и железобетонных ДОТов. Самое распространённое решение — обустройство газоубежища в готовых помещениях и чаще всего в подвалах путём их герметизации и заделки лишних входов и проёмов. Простейшие Г. в жилых или общественных зданиях состояли из комнаты (защитная комната) с заклеенными окнами, заделанными щелями и прорезиненной дверью. Наиболее развитые газоубежища, как более поздние защитные сооружения от оружия массового поражения, заглублялись под землю, имели прочную герметичную конструкцию, герметичные двери, тамбуры, запасной выход, фильтровентиляционные и кислородно-регенеративные установки.
В конце 1930-х гг с появлением мощной и многочисленной бомбардировочной авиации, увеличением массы и номенклатуры авиабомб, а также отходом химического оружия на второй план, газоубежище превратилось в бомбоубежище, совмещающее необходимую прочность для защиты от бомб и снарядов распространённых калибров и герметичность от затекания внутрь отравляющих газов и дыма от пожаров. Но многие, уже по сути бомбоубежища, и во время войны продолжали по инерции называть газоубежищами.
После Второй мировой войны защитные сооружения вместо «бомбоубежище» и «газоубежище» стали называть убежищами, и термин вышел из употребления.